# Bas Adriaensen
Bas Adriaensen (1974) is een Vlaams scenarist.

## Carrière
Bas Adriaensen volgde een opleiding aan het Rits in Brussel na zijn licentiaatsdiploma in de Communicatiewetenschappen (KU Leuven). Hij werd opgeleid door onder andere Wout Thielemans.
Adriaensen schreef reeds scenario's voor volgende reeksen:
- Sedes & Belli (2003-2004) (Eén)
- Witse (2005-2008) (Eén)
- Vermist (film) (2007) (VIER)
- Vermist (serie) (2007-2015) (VIER)
- Dubbelleven (2010) (Eén)
- Rang 1 (2011) (Eén)
- Eigen kweek (2013-2016-2019) (Eén)
- De infiltrant (2018) (VTM)
- Black-out (2020) (Eén, Streamz)
- Arcadia (2023) (Eén, KRO-NCRV)